# Comptosia rubrifera
Comptosia rubrifera är en tvåvingeart som först beskrevs av Jacques-Marie-Frangile Bigot 1881.  Comptosia rubrifera ingår i släktet Comptosia och familjen svävflugor. Inga underarter finns listade i Catalogue of Life.